# Benn Skerries
Benn Skerries är en grupp klippor på 0,5 km på västra Bouvetön (Norge). De är namngivna i december 1927 av den norska expeditionen på Norvegia under kapten Harald Horntvedt.